# Беднарець
Бе́днарець (чеськ. Bednárec, колишні назви Velké Pernárce, Velký Bednárec, нім. Groß Bernharz) — село в окрузі Їндржихув Градець Південночеського краю.
У 2006 році тут проживав 101 житель. Головою села у 2010 році став Петр Урбан.

## Історія
Перша письмова згадка про село походить від 1377 року.

## Визначні пам'ятки
- Каплиця Панни Марії